# هورست تاپرت
هورست تاپرت (آلمانی: Horst Tappert؛ ‏۲۶ مه ۱۹۲۳ –۱۳ دسامبر ۲۰۰۸) بازیگر اهل آلمان بود. او نقش بازرس اشتفان درک را در درام تلویزیونی درک ایفا کرد.

## زندگی‌نامه
شخصیت اشتفان دِرِک تبدیل به یک چهرهٔ کیش‌گونه (کالت) شد. سریال در ۱۰۴ کشور پخش شد. آخرین قسمت از این ۲۸۱ قسمت در ۱۹۹۸ ساخته شد وقتی که تاپرت به سن ۷۵ سال رسید بود. او که دو بار طلاق گرفته بود، در گرفلفینگ در نزدیکی مونیخ با همسر سومش می‌زیست. سه فرزند داشت و از ماهیگیری و پیاده‌روی لذت می‌برد. وسرانجام در ۱۳ دسامبر ۲۰۰۸ درگذشت. بر اساس تحقیقات روزنامه نگاران آلمانی این هنرپیشه نازی (اس اس) بوده است.

## صداپیشگان
نصرالله مدقالچی، خسرو خسروشاهی، جلال مقامی، ایرج رضایی و …

## فعالیت حرفه‌ای
تاپر که یکی از مشهورترین بازیگران آلمانی در اروپا بود سال ۱۹۹۷ میلادی پس از تولید دویست و هشتاد و یکمین بخش از مجموعهٔ تلویزیونی درک، از بازیگری خداحافظی کرد. این مجموعه تلویزیونی در ۱۰۸ کشور جهان پخش شده است. این مجموعه تلویزیونی بین اکتبر ۱۹۷۴ میلادی تا اکتبر ۱۹۹۸ میلادی از تلویزیون آلمان پخش شد. وی نقش بازرس درک را به مدت یک چهارم قرن ایفا کرده بود. وی برای این نقش، جایزه‌های مختلفی دریافت کرد که از آن جمله می‌توان به دریافت جایزه صلیب شایستگی در سال ۱۹۸۸ میلادی اشاره کرد.

## گزیدهٔ نقش‌آفرینی‌ها

### سینما
- هشدار اسکاتلندیارد: ۶ قتل بدون قاتل! (۱۹۷۲)
- اسلحه و مرد (فیلم ۱۹۵۸) (۱۹۵۸)

### تلویزیون
- درک (۱۹۹۸–۱۹۷۴)